# Ils chantent Brassens

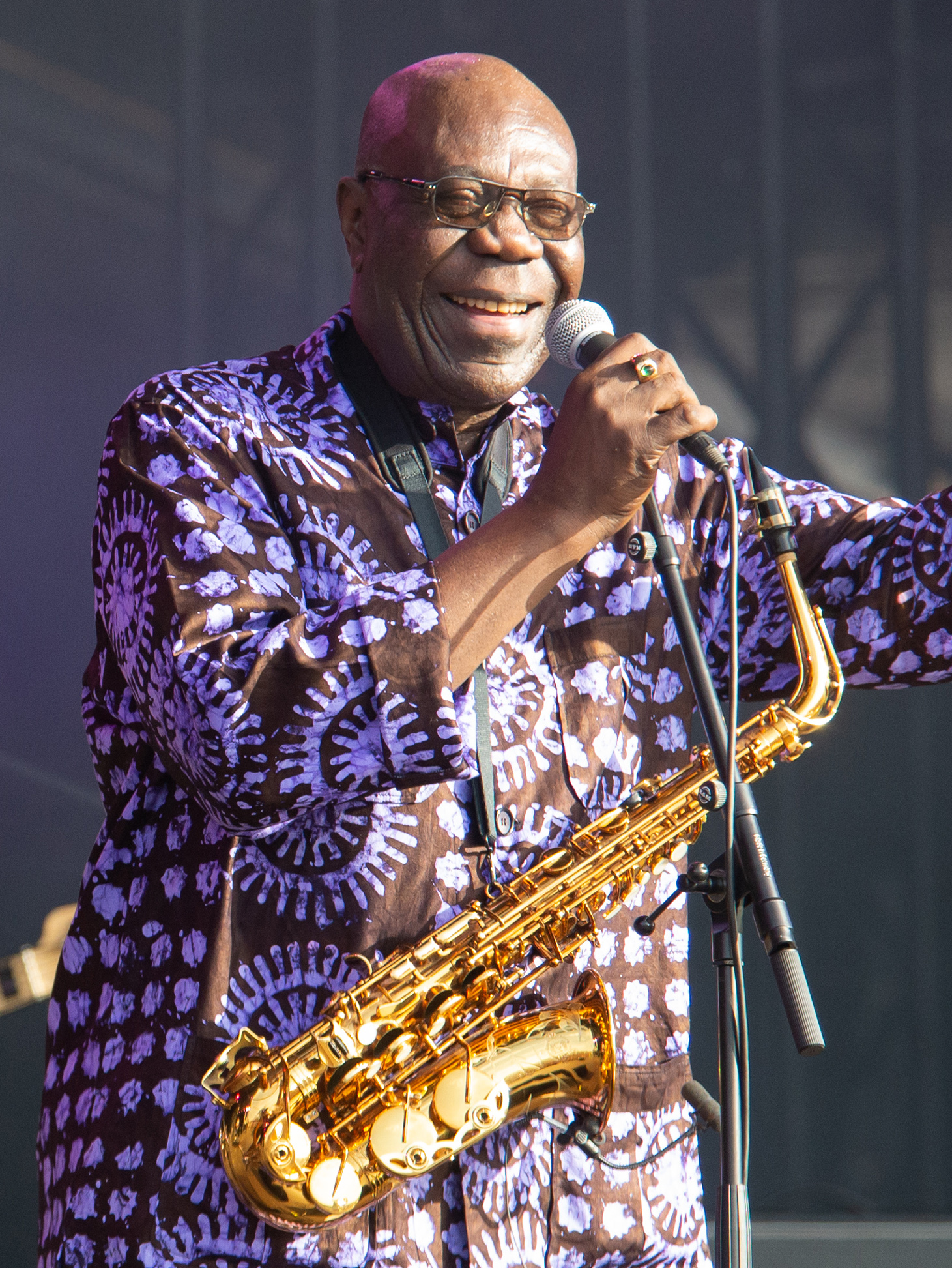
Manu Dibango.

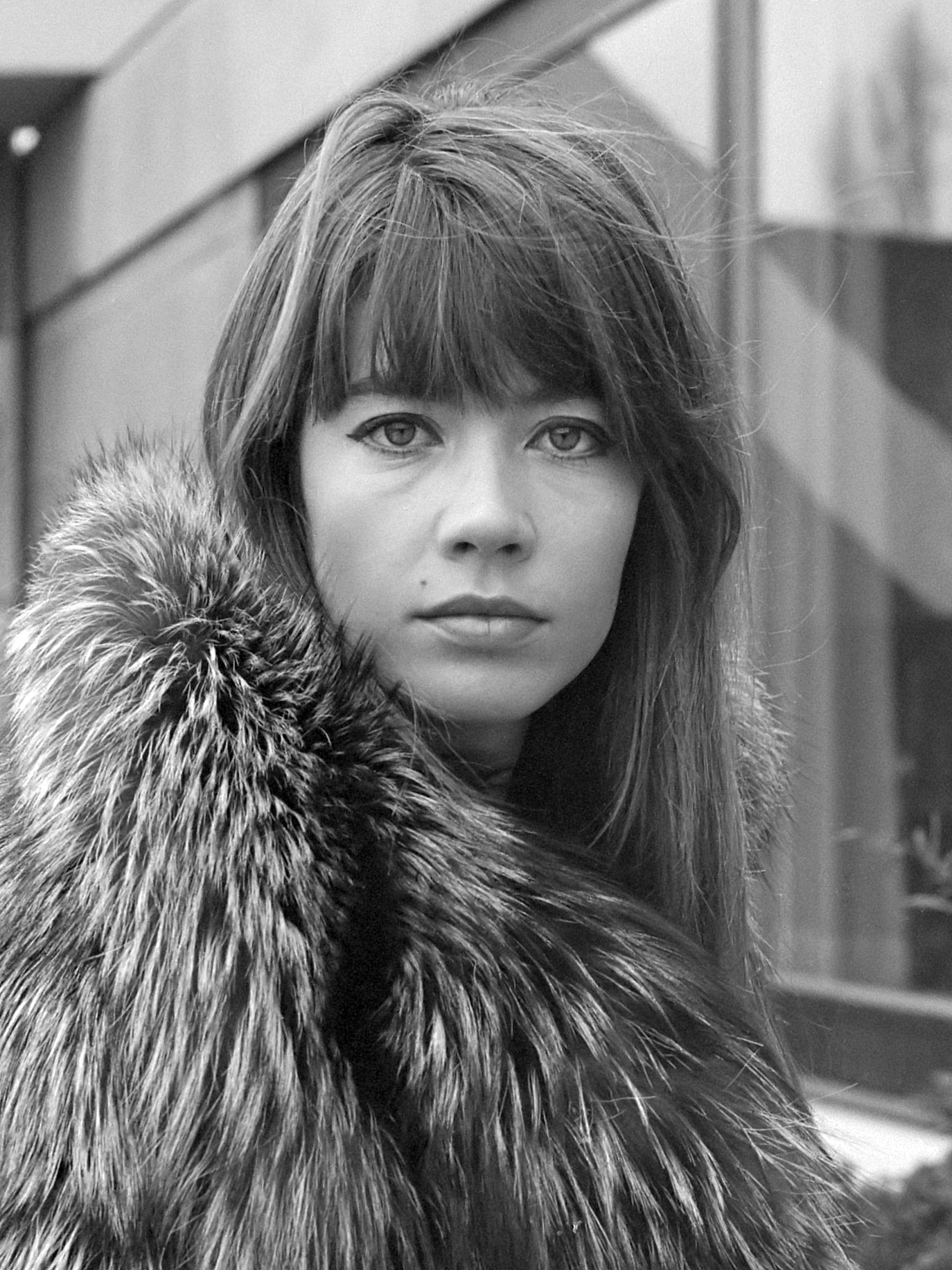
Françoise Hardy.

Ils chantent Brassens (Ellos cantan a Brassens) es un álbum de homenaje al cantautor francés Georges Brassens publicado en 1998. Se trata de una selección de sus canciones interpretadas por otros cantantes. Es una reedición del disco Chantons Brassens (Cantemos a Brassens), editado en 1992, pero con cuatro títulos añadidos. Los arreglos son de Joël Favreau.

## Títulos e intérpretes
1. Les funérailles d'antan - Chanson Plus Bifluorée
2. Les passantes - Francis Cabrel
3. Pénélope - Catherine Le Forestier y Joël Favreau
4. Saturne - Philippe Léotard
5. Chanson pour l'Auvergnat - Manu Dibango
6. Le parapluie - Salvatore Adamo
7. Celui qui a mal tourné - Renaud
8. Je me suis fait tout petit - Michel Fugain
9. Embrasse-les tous - Maxime Le Forestier
10. Il n'y a pas d'amour heureux - Françoise Hardy
11. Le temps ne fait rien à l'affaire -  Alain Souchon
12. Brave Margot - Richard Gotainer
13. La cane de Jeanne - Henri Dès
14. Les amoureux des bancs publics - Romain Didier
15. La complainte des filles de joie - Josiane Balasko
16. Le vingt-deux septembre - Joël Favreau
17. Le gorille - Pierre Richard
18. Les copains d'abord (instrumental)